# Mariely Sánchez
Mariely Sánchez Hichez (ur. 30 grudnia 1988 w Santo Domingo) – dominikańska lekkoatletka, sprinterka, trzykrotna uczestniczka igrzysk olimpijskich, wielokrotna rekordzistka kraju na różnych dystansach.
Uczestniczka mistrzostw Ameryki Środkowej i Karaibów w Cali (2008). W tym samym roku zdobyła dwa brązowe medale młodzieżowych mistrzostw NACAC oraz reprezentowała Dominikanę na igrzyskach olimpijskich w Pekinie. W 2011 startowała na igrzyskach panamerykańskich, na których zdobyła brązowy medal w biegu na 200 metrów, a na dwa razy krótszym dystansie była piąta. Srebrna i brązowa medalistka mistrzostw ibero-amerykańskich w Barquisimeto (2012). W tym samym roku wystąpiła na igrzyskach olimpijskich w Londynie, odpadając w eliminacjach biegu na 200 metrów. W 2013 zdobyła srebro na 100 oraz brąz na 200 metrów podczas mistrzostw Ameryki Środkowej i Karaibów. Kilka tygodni później dotarła do półfinałów obydwu tych dystansów na mistrzostwach świata w Moskwie.

## Osiągnięcia
| Rok  | Impreza                                  | Miejsce        | Konkurencja             | Lokata     | Wynik   |
| ---- | ---------------------------------------- | -------------- | ----------------------- | ---------- | ------- |
| 2008 | Mistrzostwa Ameryki Środkowej i Karaibów | Cali           | bieg na 200 metrów      | eliminacje | 24,00   |
| 2008 | Mistrzostwa Ameryki Środkowej i Karaibów | Cali           | sztafeta 4 × 100 metrów | 6. miejsce | 45,45   |
| 2008 | Młodzieżowe mistrzostwa NACAC            | Toluca         | bieg na 100 metrów      | 8. miejsce | 11,75   |
| 2008 | Młodzieżowe mistrzostwa NACAC            | Toluca         | bieg na 200 metrów      | 3. miejsce | 23,50   |
| 2008 | Młodzieżowe mistrzostwa NACAC            | Toluca         | sztafeta 4 × 100 metrów | 3. miejsce | 46,23   |
| 2008 | Igrzyska olimpijskie                     | Pekin          | bieg na 200 metrów      | eliminacje | 24,05   |
| 2010 | Igrzyska Ameryki Środkowej i Karaibów    | Mayagüez       | sztafeta 4 × 100 metrów | 4. miejsce | 44,75   |
| 2010 | Młodzieżowe mistrzostwa NACAC            | Miramar        | bieg na 200 metrów      | 8. miejsce | 25,85   |
| 2010 | Młodzieżowe mistrzostwa NACAC            | Miramar        | sztafeta 4 × 400 metrów | 4. miejsce | 3:42,15 |
| 2011 | Mistrzostwa Ameryki Środkowej i Karaibów | Mayagüez       | bieg na 200 metrów      | eliminacje | 23,95   |
| 2011 | Igrzyska panamerykańskie                 | Guadalajara    | bieg na 100 metrów      | 5. miejsce | 11,49   |
| 2011 | Igrzyska panamerykańskie                 | Guadalajara    | bieg na 200 metrów      | 3. miejsce | 23,02   |
| 2012 | Mistrzostwa ibero-amerykańskie           | Barquisimeto   | bieg na 100 metrów      | 4. miejsce | 11,68   |
| 2012 | Mistrzostwa ibero-amerykańskie           | Barquisimeto   | bieg na 200 metrów      | 3. miejsce | 23,26   |
| 2012 | Mistrzostwa ibero-amerykańskie           | Barquisimeto   | sztafeta 4 × 100 metrów | 2. miejsce | 44,04   |
| 2012 | Igrzyska olimpijskie                     | Londyn         | bieg na 200 metrów      | eliminacje | 23,20   |
| 2013 | Mistrzostwa Ameryki Środkowej i Karaibów | Morelia        | bieg na 100 metrów      | 2. miejsce | 11,24   |
| 2013 | Mistrzostwa Ameryki Środkowej i Karaibów | Morelia        | bieg na 200 metrów      | 3. miejsce | 23,15   |
| 2013 | Mistrzostwa Ameryki Środkowej i Karaibów | Morelia        | sztafeta 4 × 100 metrów | 4. miejsce | 44,12   |
| 2013 | Mistrzostwa świata                       | Moskwa         | bieg na 100 metrów      | półfinał   | 11,41   |
| 2013 | Mistrzostwa świata                       | Moskwa         | bieg na 200 metrów      | półfinał   | 23,05   |
| 2013 | Mistrzostwa świata                       | Moskwa         | sztafeta 4 × 100 metrów | eliminacje | 43,28   |
| 2016 | Igrzyska olimpijskie                     | Rio de Janeiro | bieg na 200 metrów      | eliminacje | 23,39   |
| 2017 | Mistrzostwa świata                       | Londyn         | bieg na 200 metrów      | eliminacje | 23,89   |

## Rekordy życiowe
- Bieg na 50 metrów (hala) – 6,53 (31 stycznia 2013, Saskatoon)
- Bieg na 60 metrów (hala) – 7,50 (1 lutego 2013, Saskatoon) rekord Dominikany
- Bieg na 100 metrów – 11,24 (5 lipca 2013, Morelia) do 2022 rekord Dominikany
- Bieg na 200 metrów (stadion) – 23,01 (29 czerwca 2013, Edmonton) rekord Dominikany
- Bieg na 200 metrów (hala) – 24,19 (12 lutego 2016, Boston) rekord Dominikany

18 sierpnia 2013 dominikańska sztafeta 4 × 100 metrów w składzie Sánchez, Fani Chala, Marleni Mejía i Margarita Manzueta ustanowiła aktualny rekord kraju w tej konkurencji – 43,28.